# Adesmia gracillima
Adesmia gracillima es una especie de planta floral del género Adesmia, categorizada en la tribu Dalbergieae, de la familia Fabaceae.

## Distribución
Especie nativa de Chile. Crece en el bioma desértico.

## Taxonomía
Fue descrita por I.M.Johnst. y publicada en Contr. Gray Herb. 85: 54 (1929).